# Даві Теніс
Даві Туніс (нід. Davy Theunis, нар. 28 січня 1980, Сінт-Ніклас) — бельгійський футболіст, що грав на позиції півзахисника.
Виступав, зокрема, за клуб «Беверен», а також молодіжну збірну Бельгії.

## Клубна кар'єра
У дорослому футболі дебютував 2001 року виступами за команду «Беверен», в якій провів два сезони.
Згодом з 2003 по 2006 рік грав у складі команд «Гент» та «Брюссель».
Завершив ігрову кар'єру у команді «Беверен», у складі якої вже виступав раніше. Повернувся до неї 2006 року, захищав її кольори до припинення виступів на професійному рівні у 2007.

## Виступи за збірну
Виступав у складі юнацьких збірних Бельгії, за які загалом взяв участь у 38 іграх, забивши 3 голи.
У 2000–2002 роках залучався до складу молодіжної збірної Бельгії, з якою був учасником молодіжного чемпіонату Європи 2002 року у Швейцарії, на якому бельгійці не подолали груповий етап. Всього на молодіжному рівні зіграв у 13 офіційних матчах і забив 2 голи.